# Camille Cabrol
Camille Cabrol (Sallanches, 25 dicembre 1997) è una sciatrice freestyle francese, specialista nelle gobbe.

## Biografia
In Coppa del Mondo ha esordito il 13 dicembre 2014 a Ruka (31ª).
Nel 2018 ha preso parte ai XXIII Giochi olimpici invernali a Pyeongchang venendo eliminata nelle qualificazioni e classificandosi ventiduesima nella gara di gobbe.

## Palmarès

### Coppa del Mondo
- Miglior piazzamento in classifica generale: 32ª nel 2016.